# Achaghi Rafadinli
Achaghi Rafadinli est un village de la région de Fizouli en Azerbaïdjan.

## Histoire
En 1993-1994, Achaghi Rafadinli était sous le contrôle des forces armées arméniennes. En 2020, la région de Fizouli, y compris le village d'Achaghi Rafadinli a été rétrocédée à l'Azerbaïdjan.

## Géographie
Le village de Rafadinli de la région de Fizouli est situé dans la circonscription territoriale administrative Pirahmedli.
Rafadinli de la région de Fizouli est situé dans la circonscription territoriale administrative Pirahmedli.

## Économie
La principale occupation de la population est l'élevage et l'agriculture.